# Dolores (poemat)

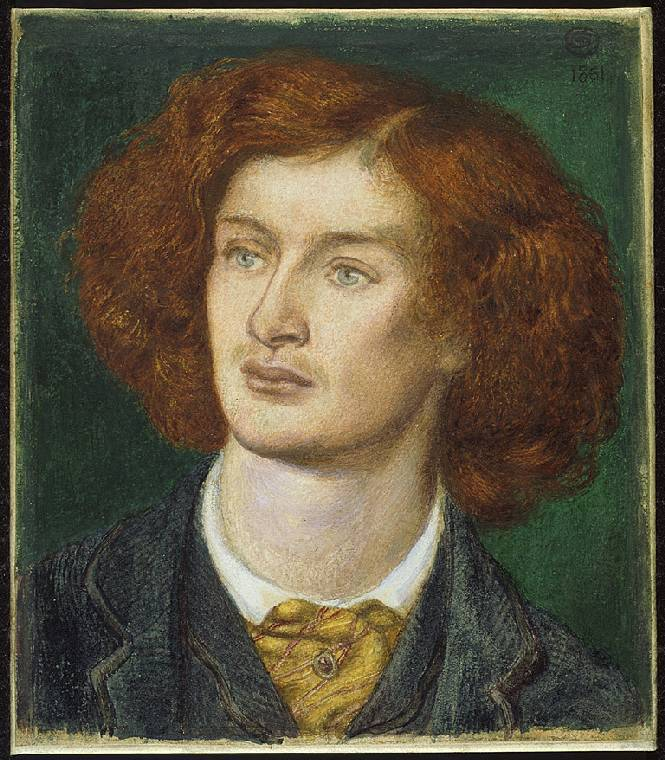
Dante Gabriel Rossetti, Portret Algernona Charlesa Swinburne’a

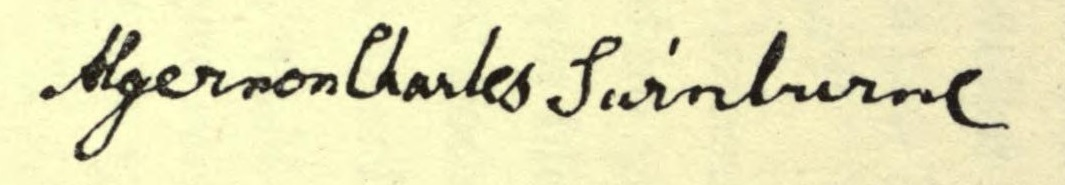
Podpis Algernona Charlesa Swinburne’a

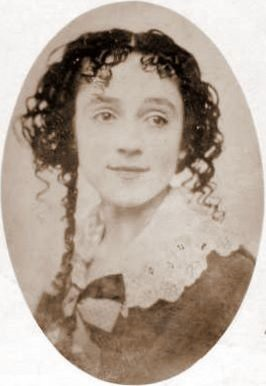
Adah Isaacs Menken

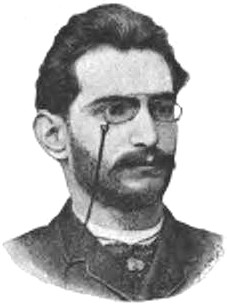
Antoni Lange

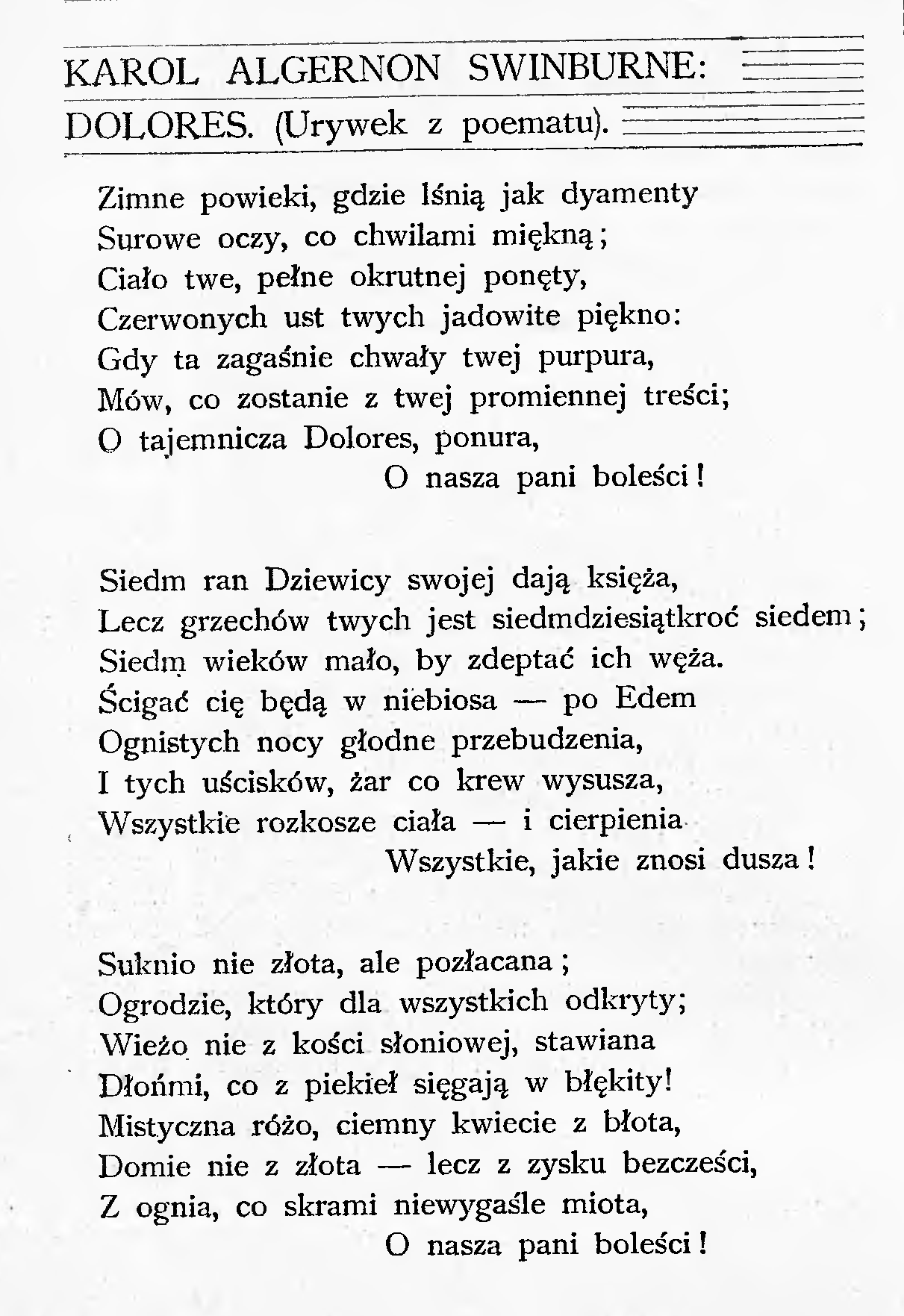
Przekład poematu "Dolores"

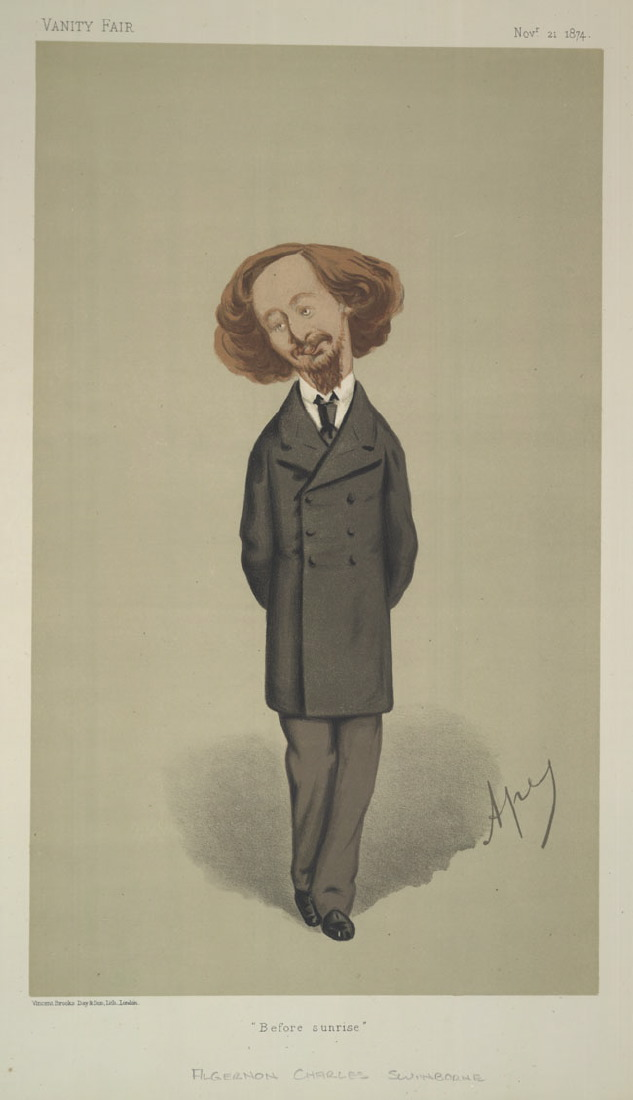
Carlo Pellegrini, karykatura Algernona Charlesa Swinburne’a

Dolores (Notre-Dame des Sept Douleurs) – poemat angielskiego poety i dramaturga Algernona Charlesa Swinburne’a ogłoszony w tomiku Poems and Ballads, wydanym w 1866.

## Forma
Poemat Dolores został napisany strofą ośmiowersową rymowaną ababcdcd. Metrum jest anapestyczne anapestyczne trójstopowe. Rymy są żeńskie i męskie, co zdaniem Harry’ego Blamiresa ma walor hipnotyczny. W poemacie Dolores Swinburne zastosował swój ulubiony środek stylistyczny, aliterację, na przykład: O lips full of lust and of laughter, O garment not golden but gilded,/O garden where all men may dwell. Aliteracyjne pary (lilies and languors, raptures and roses, foot on the floor, crown and caress i splendid and sterile występują też w następującej zwrotce:

Could you hurt me, sweet lips, though I hurt you?
Men touch them, and change in a trice
The lilies and languors of virtue
For the raptures and roses of vice;
Those lie where thy foot on the floor is,
These crown and caress thee and chain,
O splendid and sterile Dolores,
Our Lady of Pain.

## Treść
Dolores była utworem kontrowersyjnym z uwagi na śmiałość Swinburne’a w ukazywaniu erotyki o zabarwieniu perwersyjnym, jak również z powodu korzystania ze schematów wypracowanych w chrześcijańskiej poezji religijnej. Podtytuł (Nasza Pani Siedmiu Boleści) został wzięty z liturgii katolickiej. Całość nawiązuje do litanii. W wielu strofach powtarza się refren Our Lady of Pain. Imię bohaterki jest mówiące: Dolores pochodzi od łacińskiego dolor (cierpienie). Utwór jest pochwałą cielesnych rozkoszy i grzechu. Dolores jest uosobieniem wszelkiego zepsucia. Swinburne buduje swój utwór na zaprzeczeniu religijnych treści.

Seven sorrows the priests give their Virgin;
But thy sins, which are seventy times seven,
Seven ages would fail thee to purge in,
And then they would haunt thee in heaven:
Fierce midnights and famishing morrows,
And the loves that complete and control
All the joys of the flesh, all the sorrows
That wear out the soul.

Poemat Swinburne’a skierowany był do aktorki Ady (Adah) Isaacs Menken, znanej jako Naked Lady (Naga Dama).

## Krytyka
Tomik Poems and ballads zszokował brytyjskie społeczeństwo i stał się powodem nieraz niewybrednych ataków na autora. Wiadomo, że jeden z przyjaciół Swinburne’a odradzał mu włączenie Dolores do tego zbiorku. W czasopiśmie Punch przekręcono jego nazwisko na Mr. Swineborn czyli Pan Zrodzony ze świni. Młodszym czytelnikom jednak dekadentyzm, neopoganizm i erotyzm poematu przypadł do gustu.

## Parodia
Arthur Clement Hilton (1851-1877) napisał parodię poematu Dolores zatytułowaną Octopus, czyli Ośmiornica (by Algernon Charles Sin-Burn). Hilton zachował podstawowe cechy stylistyki Swinburne’a, formę strofy i aliterację (mystical monster marine).

Strange beauty, eight-limbed and eight-handed,
Whence camest to dazzle our eyes?
With thy bosom bespangled and banded
With the hues of the seas and the skies;
Is thy home European or Asian,
O mystical monster marine?
Part molluscous and partly crustacean,
Betwixt and between.

## Przekład
Fragment omawianego poematu przełożył na język polski Antoni Lange. Przekład został wydrukowany w czasopiśmie życie w 1899. Młodopolski poeta zastosował w swoim przekładzie jedenastozgłoskowiec i ośmiozgłoskowiec.

Zimne powieki, gdzie lśnią jak dyamenty
Surowe oczy, co chwilami miękną;
Ciało twe, pełne okrutnej ponęty,
Czerwonych ust twych jadowite piękno:
Gdy ta zagaśnie chwały twej purpura,
Mów, co zostanie z twej promiennej treści;
O tajemnicza Dolores, ponura,
O nasza pani boleści!